# Пикель, Шарль
Шарль Монгинда́ Пике́ль (фр. Charles Monginda Pickel; род. 15 мая 1997, Золотурн) — швейцарский и конголезский футболист, защитник клуба «Кремонезе» и сборной ДР Конго.

## Клубная карьера
Футболом Шарль начал заниматься в команде «Золотурн». В 14 лет его пригласили в систему главного швейцарского клуба — «Базеля». 23 декабря 2015 года он заключил свой первый профессиональный контракт сроком до 30 июня 2018 года.
16 мая 2016 года Шарль дебютировал в швейцарской Суперлиги в поединке против «Люцерна», который закончился поражением со счетом 0:4. Пикель появился в стартовом составе и был заменён на 55-й минуте на Луку Дзуффи.
1 марта 2017 года стало известно, что Шарль Пикель станет игроком швейцарского «Грассхоппера».

## Карьера в сборной
Пикель имеет опыт выступления за юношеские и молодежные сборные Швейцарии. 1 сентября 2015 года дебютировал в юношеской сборной до 19 лет в поединке против сверстников из Португалии.
В сентябре 2023 года впервые был вызван в сборную Демократической Республики Конго на матч квалификации Кубка африканских наций 2023.  Дебютировал 9 сентября в матче против сборной Судана.

## Достижения
«Базель»
- Чемпион Швейцарии (1): 2015/16